# Федотов, Александр Александрович (генерал)
Александр Александрович Федотов (24 октября 1887, Москва, Российская империя — 1 августа 1959, Москва, СССР) — советский военачальник, генерал-майор (14.12.1945).

## Биография
Родился в 1887 году в городе Москва. Русский. До службы в армии в июне 1904 года окончил 3-й кадетский корпус в Москве.

### Военная служба
В 1904 году зачислен юнкером в Александровское военное училище. В ноябре 1906 года постановлением комитета училища был отчислен в войска и направлен вольноопределяющимся 1-го разряда рядового звания в 18-й пехотный Вологодский полк 5-й пехотной дивизии (зачислен в списки полка с 15 января 1907 г.). После произведённых испытаний в марте того же года произведён в младшие унтер-офицеры и командирован в Чугуевское пехотное юнкерское училище «для держания офицерского экзамена». Успешно выдержав экзамен по 2-му разряду, в начале июня возвратился в свой полк. 9 октября 1907 года произведён в подпоручики и был назначен в 7-й гренадерский Самогитский графа Тотлебена полк 2-й гренадерской дивизии Гренадерского корпуса, который стоял в Москве. По прибытии он был прикреплён к пулемётной команде для изучения пулемётного дела. С октября 1908 года проходил службу адъютантом 2-го, затем 3-го батальонов и врид командира роты. 15 декабря 1911 года произведён в поручики.

### Первая мировая война
С началом войны полк в составе дивизии и корпуса выступил на Западный фронт, а поручик Федотов был выделен на сформирование 56-го пехотного запасного батальона на должность командира роты. 6 сентября 1915 года произведен в штабс-капитаны, с 16 января 1916 года был членом батальонного суда. В феврале 1916 года был направлен в действующую армию в 7-й гренадерский Самогитский графа Тотлебена полк 2-й гренадерской дивизии Гренадерского корпуса и в его составе воевал на Западном фронте. В ходе боев Федотов был дважды ранен под Барановичами и дважды отравлен газами (в районах м. Крошин и нас. пункта Одаховщизна восточнее Барановичей). 12 февраля 1917 года произведен в капитаны. После Февральской революции избирался членом Президиума полкового и дивизионного комитетов солдатских депутатов. В период Февральской и Октябрьской революций 1917 года полк стоял под Барановичами. В декабре 1917 года демобилизован в чине подполковника..

### Гражданская война
9 мая 1918 года добровольно вступил в РККА и был назначен помощником командира 2-го стрелкового Тверского полка МВО в городе Ржев. В октябре переведен на должность помощника командира 3-го запасного батальона в город Осташков. В декабре вступил в командование 63-м стрелковым Осташковским полком. Сформировал его и в том же месяце выступил с ним на Восточный фронт. В составе 30-й стрелковой дивизии участвовал в боях с белогвардейскими войсками адмирала А. В. Колчака под Оханском и на переправах на реке Кама. В августе 1919 года эвакуирован с фронта по болезни и после госпиталя направлен в распоряжение Тверского губвоенкомата, где назначен и. д. для поручений при базисном вещевом складе Белорусско-Литовской армии. Вскоре он был переведен на должность начальника отдела Артиллерийского парка Западного фронта. С февраля 1920 года и. д. начальника штаба 51-й бригады ВНУС. В феврале 1921 года переведен на должность помощника начальника штаба по оперативной части 2-й бригады войск ВЧК по охране северных границ Республики (г. Архангельск). В середине мая, по расформировании бригады, был назначен начальником разведывательного отделения Управления войск ВЧК. С октября 1921 года занимал должность старшего инспектора Инспекции войск ГПУ.

### Межвоенный период
С 10 января 1923 года, в связи с реорганизацией войск ВЧК и по собственному желанию, был демобилизован. По увольнении устроился работать на Автобронетанковый завод в Москве инструктором по монтажу бронемашин и танков.
В октябре 1923 года Федотов вновь добровольно вступил в РККА и был назначен помощником командира 55-го стрелкового полка 19-й стрелковой дивизии МВО в городе Воронеж. В марте 1924 года переведен на ту же должность в 242-й стрелковый полк 81-й стрелковой дивизии в городе Калуга. В октябре 1926 года назначен командиром 56-го стрелкового полка 19-й стрелковой дивизии и в этой должности находился почти 12 лет. Одновременно в 1929 году окончил курсы «Выстрел».
В мае 1938 года полковник Федотов был назначен военным руководителем Воронежского государственного университета, затем в сентябре переведен старшим преподавателем на курсы «Выстрел». Член ВКП(б) с 1939 года. В январе 1940 года назначен старшим преподавателем кафедры общей тактики в Высшую военную школу штабной службы РККА, в апреле переведен в Военную академию РККА им. М. В. Фрунзе на должность старшего преподавателя кафедры общей тактики.

### Великая Отечественная война
С началом войны в той же должности. Осенью 1941 года полковник Федотов был прикомандирован к Главному управления формирования частей и соединений Красной армии. В качестве представителя Главупраформа сформировал 29-ю отдельную стрелковую бригаду, с которой в ноябре — декабре принимал участие в битве под Москвой. За успешное выполнение заданий командования в боях бригада была преобразована в 1-ю гвардейскую.
В январе 1942 года назначен начальником 2-го отдела (стрелковых дивизий) Управления формирования частей и соединений Красной армии. За отличную и образцовую работу по формированию частей Красной армии награждён орденом Красной Звезды. В июле — августе 1944 года находился в распоряжении ГУК НКО.
5 августа 1944 года направлен на 2-й Белорусский фронт и назначен командиром 369-й стрелковой Карачевской дивизии. В это время она находилась в резерве 50-й армии после тяжелых боев под город Августов. 8 августа 1944 года дивизия, совершив 60-километровый марш, заняла оборону на реку Кумялка северо-западнее Корицына. С 10 августа её части перешли в наступление, прорвали оборону противника на реке Бжозувка и, форсировав реку, преследовали отходящего врага. 13 августа они освободили город Гонёндз, а 14 августа — город и крепость Осовец (Белостокская и Осовецкая наступательные операции). С 15 по 19 августа дивизия под его командованием вела бои на окружение и уничтожение Сосилиского узла обороны противника, затем находилась в жесткой обороне по восточному берегу реки Бебжа. В октябре она была выведена в резерв 50-й армии, а с 19 января 1945 года — в резерв 2-го Белорусского фронта. В конце января дивизия совершила 220-километровый марш в район Бялобжеки, Жеписка, Комашувка (Польша) и с 1 февраля вошла в 70-ю армию этого же фронта. В её составе участвовала в боях по уничтожению окруженной торнской группировки противника, затем в наступлении и овладении 15 февраля городом Тухель. 3 марта 1945 года за большие потери дивизии в этих боях полковник Федотов был отстранен от командования и зачислен в распоряжение Военного совета 2-го Белорусского фронта, затем приказом по войскам фронта от 5 мая 1945 года назначен комендантом города Штеттин.
За время войны комдив Федотов был три раза персонально упомянут в благодарственных в приказах Верховного Главнокомандующего.

### Послевоенное время
После войны 8 июля 1945 года Федотов сдал полномочия польскому военному коменданту майору Горчакову Всеволоду Яковлевичу и был назначен заместителем начальника Управления Советской военной администрации в Германии провинции Бранденбург, он же начальник отдела комендантской службы.
В марте 1946 года генерал-майор Федотов переведен в Инспекцию Главного трофейного управления ВС СССР, где исполнял должности главного и старшего инспектора.
С марта 1947 года был начальником военной кафедры Московского финансового института.
2 февраля 1953 года генерал-майор Федотов уволен в отставку по болезни.
Умер в 1959 году. Похоронен на Ваганьковском кладбище.

## Награды
СССР
- орден Ленина (21.02.1945[5])
- четыре ордена Красного Знамени (27.10.1944[6], 03.11.1944[5], 13.09.1945[7], 20.06.1949[5])
- орден Красной Звезды (12.11.1943)[8]
  -     - Медали в том числе:

  - «XX лет Рабоче-Крестьянской Красной Армии» (1938)[7]
  - «За оборону Москвы» (1944)[7]
  - «За Победу над Германией в Великой Отечественной войне 1941—1945 гг.» (1945)

Приказы (благодарности) Верховного Главнокомандующего в которых отмечен А. А. Федотов.
- За участие в боях по освобождению городом и крепостью Осовец — мощного укреплённого района обороны немцев на реке Бобр, прикрывающего подступы к границам Восточной Пруссии. 14 августа 1944 года № 166.
- За овладение городами Хойнице (Конитц) и Тухоля (Тухель) — крупными узлами коммуникаций и сильными опорными пунктами обороны немцев в западной части Польши. 15 февраля 1945 года. № 280.
- За овладение городами Шлохау, Штегерс, Хаммерштайн, Бальденберг, Бублид — важными узлами коммуникаций и сильными опорными пунктами обороны немцев. 27 февраля 1945 года. № 285.

Российской Империи.
- орден Святой Анны II степени
- орден Святой Анны III степени
- орден Святого Станислава III степени
- медаль «В память 100-летия Отечественной войны 1812»
- медаль «В память 300-летия царствования дома Романовых»